# 小行星1418
小行星1418（1418 Fayeta）是一颗绕太阳运转的小行星，为主小行星带小行星。该小行星于1903年9月22日发现。
該小行星以法國天文學家加斯東-朱勒·法耶（Gaston-Jules Fayet）命名。

## 轨道参数
小行星1418的轨道半长轴为2.2416710 AU，离心率为0.204。